# 생도맹그

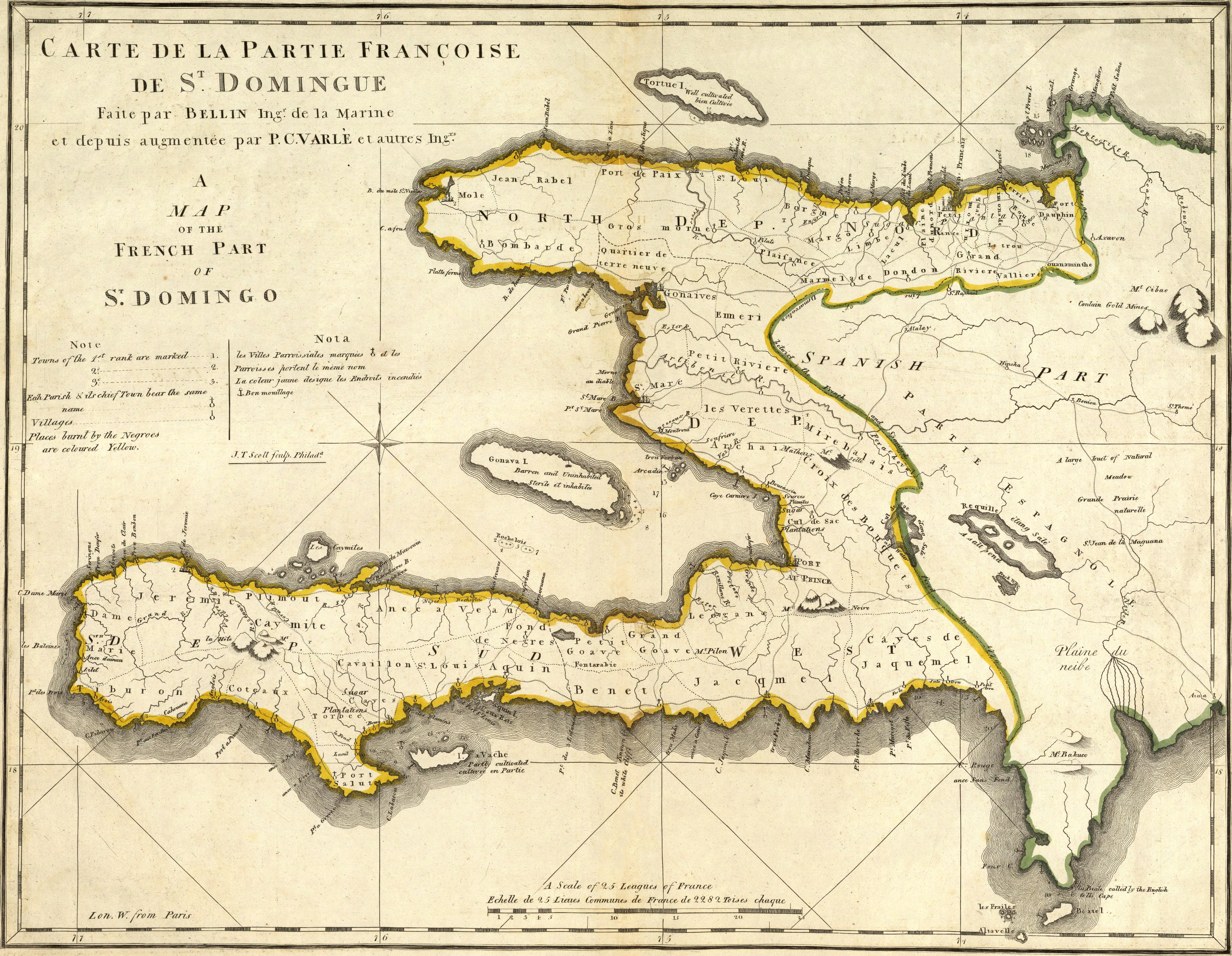
히스파니올라섬 서쪽의 생도맹그 식민지 지도

생도맹그(프랑스어: Saint-Domingue)는 1697년부터 1804년까지, 카리브해의 히스파니올라섬의 서쪽 1/3을 차지했던 프랑스의 식민지이다. 설탕과 커피 무역으로 프랑스 식민지에서 가장 많은 이익을 올리고 있었다. 오늘날의 아이티 공화국에 해당한다.

## 식민지의 성립
생도맹그는 스페인이 불렀던 이 섬의 프랑스식 이름으로 산토도밍고(Santo Domingo, 프랑스어로 직역하면 생 도미니크 Saint-Dominique 또는 생 디망슈 Saint-Dimanche 가 될 것이다)가 프랑스어화 된 것이다. 스페인은 한때 히스파니올라섬 전체를 지배 산토도밍고라고 불렀고, 원주민과 흑인 노예를 부려서 금광 등을 개발하고 있었다. 그러나 보다 풍부한 금광, 은광이 남아메리카와 멕시코에서 발견되면서 1520년대 이후 관심이 희미해져 가고 있었다. 잦은 해적의 습격이 때문에 1606년 스페인 국왕은 이스파니올라 섬에 식민지 사람에게 섬 동쪽에 거점 도시 산토도밍고 주변으로 이전하도록 오소리오의 황폐화 명령을 내렸다. 섬의 북쪽과 서쪽에는 영국과 프랑스, 네덜란드 등의 해적들이 이 대신 근거지를 두게 되었다.
미개척지였던 섬의 서북쪽에는 프랑스인과 영국인의 해적들이 1625년에 앞바다의 섬 토르투가섬에 첫 거점을 두고 스페인 선박 등을 습격하면서 해적 간의 교역을 수행하며, 야생동물을 잡으며 생활했다. 스페인군은 종종 토르투가섬을 소탕했지만, 해적들은 짐승이나 음료수를 찾아 계속 돌아올 수 밖에 없었다. 1659년, 프랑스 왕 루이 14세는 토르투가섬을 공식적인 식민지로 선언하고, 신설된 프랑스 서인도 회사가 1664년 식민지 경영을 인수하면서 공식적으로 히스파니올라 섬 본토 서부의 영유권을 선언했다. 1670년에는 섬 북부에 본토 최초의 정착촌 〈카프 프랑수아〉(Cap - Français 현재 카파이티앙(Cap - Haïtien)을 세웠다. 쇠퇴기에 있던 스페인은 그러한 프랑스의 움직임을 제제할 여력이 없었기 때문에, 1697년 《레이스베이크 조약》으로 정식으로 섬의 서쪽 1/3이 프랑스령이 되었다. 프랑스는 새로운 식민지를 “생도맹그”라고 불렀다. 그 수도는 1770년, 카푸 프랑수아에서 도서부 고나브 만에 접한 포르토프랭스로 삼았다. 인접한 동쪽은 스페인령 산토도밍고 식민지로 현재는 “도미니카 공화국”으로 독립했다.

## 번영과 노예
프랑스 식민지인들은 비옥한 북부 해안을 중심으로 많은 설탕과 커피, 담배, 인디고, 카카오 농장을 설립하고 아프리카에서 노예들을 데리고 왔다. 노예들은 힘든 노동을 견디기 힘들어 종종 산지로 도주했다. 도망 노예(마룬)들은 산지에 있던 원주민 타이노 족의 마지막 세대와 함께 살며 혼혈했다. 마지막 타이노 족이 죽고 아이티의 순수한 아라왁 계 원주민은 멸종했다.
생도맹그는 18세기의 프랑스 식민지 제국에서 가장 부유한 식민지였다. 1750년 이후에는 커피의 생산이 급증하고, 세계 총생산의 절반을 생산했다. 칠년전쟁(1756년-1763년) 때도 생도맹그 경제는 성장세를 유지했고, 설탕, 이후의 커피를 주요 작물로 재배했다. 해상 무역에 지장을 주었던 칠년 전쟁이 끝나자 경제는 폭발적으로 성장했다. 1767년 기록에서는 생 도맹그는 7,200만 파운드 설탕과 5,100만 파운드의 정제 설탕의 100만 파운드의 인디고, 200만 파운드의 면화를 수출했다. 대부분 방치된 상태인 섬의 동쪽(스페인령)은 거들떠보지도 않았고, “안틸레스 진주” 생도맹그는 1780년대까지 유럽에서 소비되는 설탕의 40%, 커피의 60%를 생산했다. 벨기에 정도의 크기 밖에 되지 않는 식민지 생도맹그 한 곳이 영국 서인도 제도의 모든 식민지를 합친 것보다 많은 설탕과 커피를 생산하고 있었다는 계산이 된다.

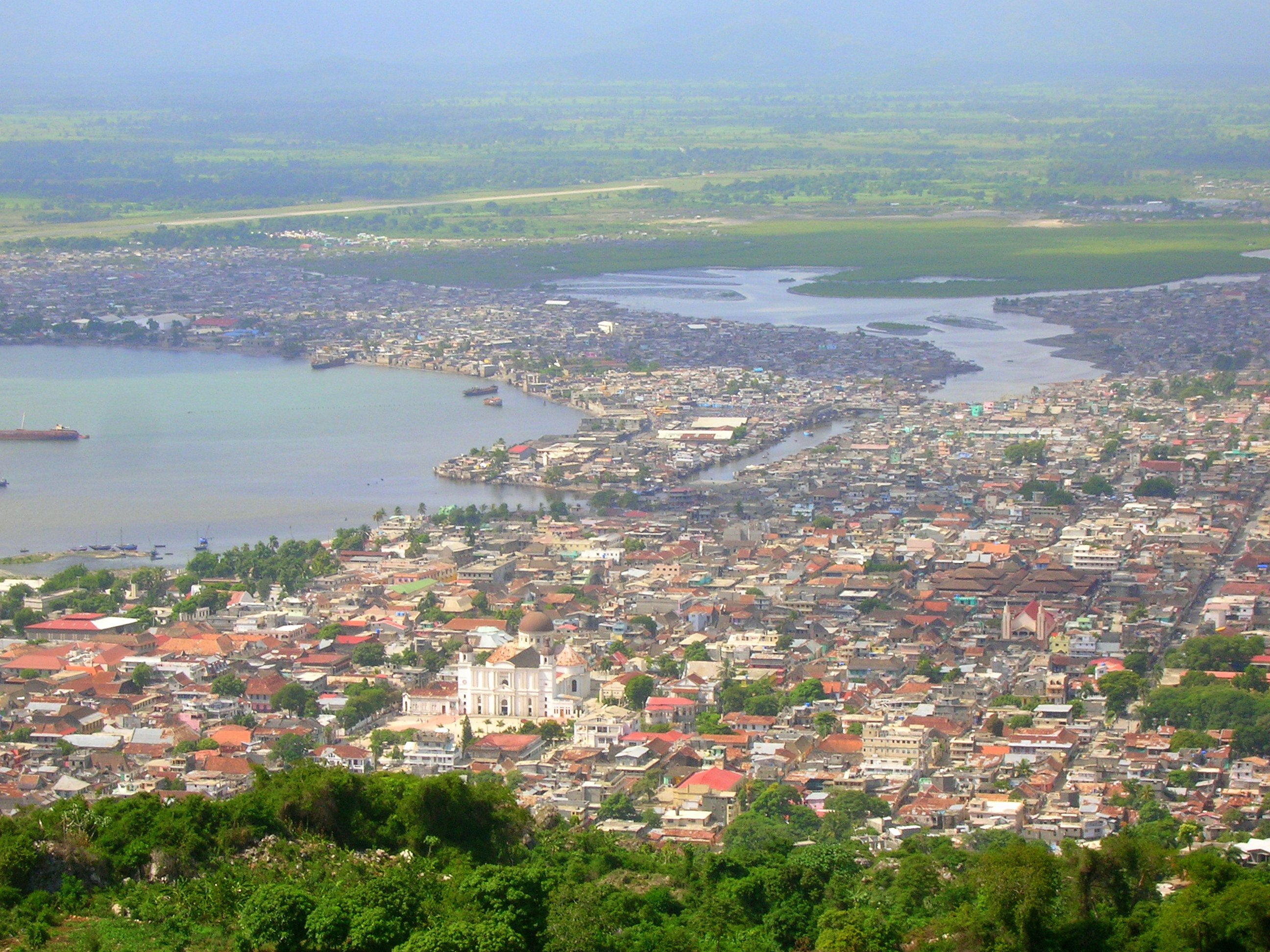
섬 북부의 주요 도시 카파이티앵 식민지 당시의 카프 프랑수아

18세기 중반에는 관개 설비가 갖추어져 사탕수수 증산 체제가 갖추어졌다. 백인은 수십만이 되는 흑인 노예에 대해 3만 ~ 4만 정도의 인구를 구성하고 있었지만, 권력과 부 모두를 독식하고 있었다. 북부 농장 지대를 독점하는 농장주인 ‘그랑 블랑’(grand blancs)들과 식민 정부의 상층부는 프랑스 태생의 백인이었다. 낮은 백인 계층인 ‘쁘띠 블랑’(petit blancs)들은 군인, 상인, 장인, 노동자 등 식민지에서 태어나 자란 사람이나 아카디에서 영국으로 추방되어 도망쳐 온 프랑스 사람도 많았다.
이 기간 생도맹그는 대서양의 노예무역의 행선지에 큰 비중을 차지하고 있었다. 79만명의 아프리카인 노예는 노예무역을 통해 생도맹그에 팔려와서 농장에서 일하고 있었던 것으로 추정된다. 이것은 1783년부터 1791년 대서양 노예무역에서 거래된 노예의 1/3에 해당하는 수치이다. 1764년부터 1771년까지 매년 노예 수입의 평균은 10,000명에서 15,000명 사이였고, 1786년 무렵까지 매년 평균 28,000명, 1787년 이후 매년 40,000명 이상을 수입하고 있었다. 그러나 힘든 노동과 높은 사망률로 아프리카에서 노예를 꾸준히 공급하지 않으면 사람을 유지할 수 없는 상태였으며, 식민지 지배의 끝나갈 무렵에, 백인 지배 계층이 32,000명이었던 것에 반면, 흑인 노예 인구는 50만명 정도로 감소했다. 식민지 시기 생도맹그 흑인은 현지에서 태어난 2세대 이상은 소수였으며, 아프리카 출신의 사람이 다수였다. 이것은 가혹한 노예들의 노동으로 인해 사망 인구가 많았고, 인구의 자연 증가가 어려웠기 때문이었다. 한편, 아프리카 태생의 인구가 많았기 때문에 생도맹그에는 부두교와 언어 등 아프리카 문화의 전통을 강하게 남기게 되었다.
흑인 노예들을 질서유지와 통제를 위해서 루이 14세의 통치기에 제정된 악명 높은 “흑인법 ”(Code Noir)이 적용되었다. 이 법률은 흑인 노예에 대한 노예주의 의무를 규정하고 있으며, 노예의 천주교 개종의 필요성과 노예주로 천주교인(네덜란드령 식민지에 많았다 유태인의 영향을 배제하기 위하여)으로 규정된 것 외에도 잔혹한 제재를 정당화하여 많은 노예가 매장되었고, 말라리아, 모기가 만연하는 습지로 쫓겨나거나 살해당했다.
도망 노예인 마룬은 산 속에 마을을 세우고 종종 평지의 농장을 덮쳤다. 가장 유명한 마룬으로는 기니에서 끌려와 1751년에 도망쳤던 외팔 노예 프랑수아 마캉달(François Mackandal)이 있었다. 부두의 성직자이기도 한 그는 다른 마룬 집단과 함께 6년간 농장을 습격하여 6,000명 이상을 죽였다고 한다. 그는 흑인 노예들의 불만을 흡수하여 생도맹그에서 백인 문명을 척결하자는 열광적인 선동을 했다. 1758년 그는 체포되어 카프 프랑수아 광장에서 화형 되었다, 그러나 이것은 아이티 혁명에 앞선 흑인 반란 중 하나였을 뿐이다.
생도맹그는 또한 자유 유색 인종(‘gens de couleur’라고 불림)은 카리브 해 일대에 가장 많았고, 가장 부유한 생활을 보내고 있던 장소였다. 흑인법은 흑인 노예를 억압하는 한편, 노예가 몸값을 지불하면 자유를 얻을 수 있으며, 법에서 자유 유색 인종이 백인뿐만 아니라 프랑스 국민의 지위를 얻을 수 있는 조항도 규정하고 있었다. 1789년 왕립 인구 조사에서 자유 유색 인종은 25,000명에 달했다. 그들의 대부분은 프랑스 식민지인 남성과 흑인 노예 여자 사이의 자손이었다. 자유 유색 인종들은 해방된 노예가 많았지만, 이 계층에는 순수 아프리카인들은 적었고, 흑백 혼혈 자손인 뮬라토가 많았다. 그들이 땅을 사는 것이 금지되어 있지 않았기 때문에, 자유 유색 인종은 점차적으로 생도맹그 커피 농장에서도 무시할 수 없는 세력이 되어 갔다. 1789년까지 커피 플랜테이션의 1/3, 흑인 노예의 1/4을 유색 인종 소유하고 있었다. 북부의 비옥한 일대는 이미 부유한 백인의 것이었기 때문에, 유색인들은 토지는 대서양 항로에서도 멀리 떨어져 있던 미개척 남부에 이주했다.

## 혁명
1789년 여름 발발한 프랑스 혁명은 생도맹그 식민지의 전환점이 되었다. 프랑스 식민지인들이 혁명 정부의 신법이 어떻게 생도맹그에 적용되는지를 논쟁하는 동안에, 1790년, 뮬라토와 같은 유색 자유인들이 자신들 또한 《프랑스 인권 선언》 하에 있는 프랑스 시민이라고 주장하고 내전을 시작했다. 또한 1791년 8월 22일, 북부 카프 프랑수아 근처의 숲에서 흑인 노예들이 주인에 대한 반란을 일으킨 아이티 혁명을 시작했다. 부두교 성직자인 듀티 부쿠만(Boukman)은 혁명의 시작을 선언하며, 동원령을 내리고, 몇 시간 동안 북부 농장은 잇따라 전화에 휩싸였다. 9월 부쿠만이 체포되어 처형되었지만, 그때까지 반란은 식민지 전역으로 확대되어, 많은 백인 식민지인들이 희생되었다. 추적을 한 백인들은 뮬라토 세력과 연계하여 반격하고, 쌍방 많은 희생자를 낸 싸움이 되었다.
1792년 생도맹그를 안정화하고 국민 공회가 인정하는 최고의 자유 유색 인종의 사회적 평등을 철저히 해서 프랑스 식민지로 유지하기 위해 혁명 정부의 입법의회에서 레제 펠리시테 송토나(Léger - Félicité Sonthonax)를 사절로 보냈다.
흑인 노예의 반란은 식민지인들과 뮬라토 그리고 본국의 군대에 의해 진압된 상태였지만, 히스파니올라섬 동부로 스페인군이 침입하자 상황은 급변했다. 흑인 노예 반란군을 본군에 편입한 스페인군이 다가오자, 백인 식민지인들 중에도 반혁명을 지지하며, 영국 등과 짜고 혁명 정부군에 적대하려는 움직임이 나오는 가운데, 송토나는 흑인을 아군으로 끌어들일 필요성에 직면 했다.
1793년 8월 29일, 송토나는 본국의 의회와 상의를 하지 않고, 선조취로 북부 지역의 노예들에게 매우 한정적이기는 하지만 자유를 선언한다는 과감한 조치를 취했다. 9월과 10월에는 식민지 전역에서 노예 해방이 선언되었다. 이듬해 1794년 2월 4일 국민 공회는 이 행위를 인정하고 모든 프랑스 식민지에 대해 유사한 조치를 적용했다.

송토나 선언을 흑인 노예들은 믿지 않았지만, 백인 식민지인들은 노예 해방에 반발하는 뮬라토 등 자유 유색 인종과 함께 영국의 지원을 받아 송토나가 이끄는 혁명 정부군과 전투를 계속했다. 스페인 쪽으로 돌아 선 흑인 노예 지도자, 투생 루베르튀르(프랑수아 도미니크 투생)는 노예 해방 선언이 프랑스 본국에서 승인을 받자, 다른 흑인 지도자들로부터 떨어져 1794년 5월 혁명 정부군의 편으로 전향하였다. 송토나는 1796년 본국의 정변으로 해임되었지만, 원래 노예였던 사람들이 무기를 드는 흐름은 바뀌지 않았다. 영국은 이 전란을 계기로 카리브 해 최고의 부를 자랑하는 생도맹그에 전면적인 침략을 했지만, 투생 루베르튀르, 장자크 드살린, 앙리 크리스토프 휘하에 모인 흑인 반란군은 강력했다. 영국군은 결국 격퇴당했고, 1798년에는 투생 루베르튀르가 사실상 지배자의 지위에 있었다. 그러나 그는 식민지의 전반 독립과 노예 제도를 이용하고 있던 백인 식민지인들에 대한 보복 조치 등은 생각하지 않았다.

## 나폴레옹의 출병과 아이티 독립

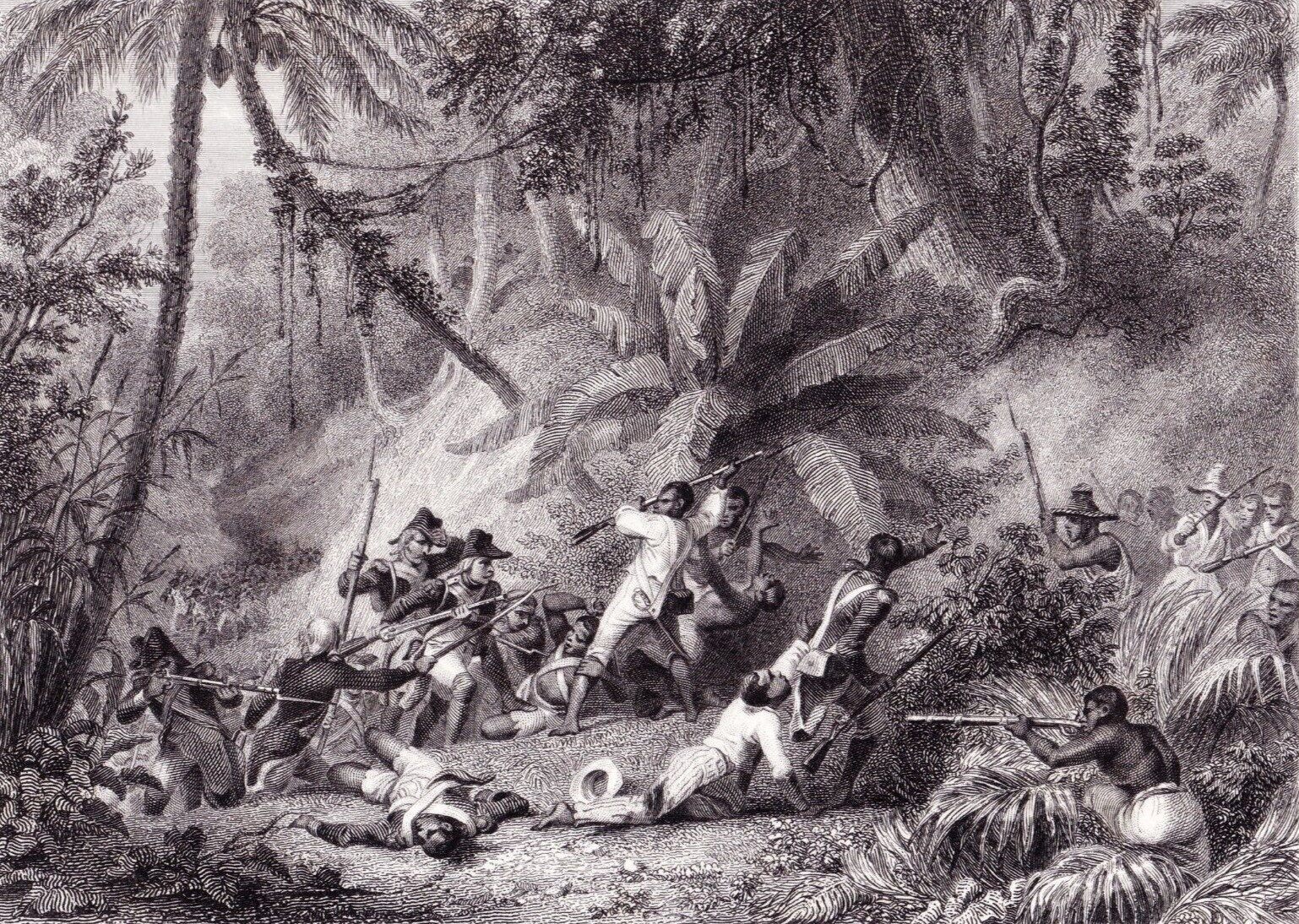
1802년 프랑스군과 흑인의 전투(Ranive-a-Couleuvre）, 르클레르 부대의 습격

1802년, 프랑스를 장악한 나폴레옹이 생도맹그에 샤를 빅토르 엠마누엘 르클레르가 이끄는 군대를 보내자 흑인 측은 패배했다. 프랑스의 기만 전술로 협상의 자리에 참석한 투생 루베르튀르는 체포되어 프랑스로 보내진 후 옥사했다. 흑인을 정복하고 다시 노예화하려는 프랑스군의 움직임에 흑인은 반란을 일으켜 양쪽 모두 피로 피를 씻는 잔혹한 전투를 벌였다. 특히 프랑스 군의 잔인한 전술은 뮬라토들을 돌아서게 했고, 뮬라토와 흑인과의 연합이 성립되었다.

《자유가 아니면 죽음》을이라는 글귀가 있는 깃발(1803년)

전황은 다시 흑인 쪽으로 기울었다. 1803년 11월 전투에서 프랑스군은 대패를 했고, 흑인 지도자 장자크 드살린이 1804년 1월 1일 독립을 선언하고, 나라 이름을 원주민이 ‘히스파니올라섬’을 통칭하였던 ‘아이티’로 고쳐 부르고 아이티 제국의 황제에 즉위했다. 백인 식민지인들은 패배한 프랑스군에 앞서 생도맹그를 떠났고, 상당수가 북미 루이지애나 식민지로 도주했다. 남은 백인에게 투생 루베르튀르와 달리 드살린은 용서가 없었다. 노예 노동에 대한 보복으로, 흑인들은 프랑스 사람들을 학살했다. 유일한 잔류가 허용된 백인은 나폴레옹 군과 함께 동원되어 흑인과의 전투를 치르며, 흑인 편에 붙었던 폴란드 군인들이었다. 비참한 운명을 맞은 다른 백인들과 달리 그들은 잔류를 허용했다. 귀국을 선택한 사람 외에 아이티 살고 그 후예는 지금도 아이티에 살고 있다.
이렇게 생도맹그라는 식민지는 멸망하고 아이티라는 흑인과 뮬라토의 국가가 성립되었다. 하지만 양자는 그 후에도 대립을 계속했고, 부유하고 정권에 가까운 뮬라토에 대한 흑인의 반발도 계속되었다. 또한 국내의 혼란은 독립 후에도 계속되어 서양의 간섭도 끊이지 않았다. 프랑스는 19세기 전반, 프랑스 식민지인들이 잃은 농장이나 재산 등의 배상금을 아이티 정부에 요청하였고, 아이티는 군사적 긴장 하에 이것을 수용하게 되었다. 이 배상금은 20세기 전반까지 아이티의 발전을 가로막으며 재정적 부담이 되었다.

## 같이 보기
- 아이티
- 아이티 혁명